# Meenoplidae
Meenoplidae (Fieber, 1872), è una piccola famiglia di insetti dell'ordine dei Rincoti Omotteri, superfamiglia dei Fulgoroidei.

## Descrizione
I Meenoplidae hanno capo con ocelli laterali disposti sotto gli occhi e lateralmente rispetto alla regione fronto-clipeale. Le antenne hanno flagello filiforme e non segmentato e i due articoli prossimali ingrossati. L'ultimo segmento del rostro è marcatamente più lungo che largo, carattere che permette di distinguere questa famiglia dai Derbidae.
Nelle ali anteriori l'area costale è priva di nervature trasversali e una o due nervature del clavo sono granulate. Le zampe presentano, come in tutti i Fulgoroidei, le coxe allungate. Quelle posteriori hanno il secondo tarsomero poco sviluppato e terminante con una di una fila di spine nel margine apicale.
L'addome è compresso ed è provvisto di sbocchi delle ghiandole ceripare negli urotergiti VI-VIII.

## Distribuzione e importanza
Fra le specie dannose, una delle più importanti è Nisia nervosa, fitomizo del sudest asiatico dannoso al riso. La specie si è diffusa anche in altre regioni zoogeografiche, fra cui il Paleartico (Paleartico orientale, Medio Oriente, Caucaso, in Turchia, Grecia, Sicilia, Nordafrica), la regione afrotropicale, l'Australia.

## Sistematica
La famiglia comprende circa 160 specie ripartite fra 22 generi:
- Afronisia
- Caledonisia
- Fennahsia
- Kermesia
- Meenoplus
- Nisamia
- Robigalia
- Tyweponisia

- Anigrus
- Eponisia
- Glyptodonosia
- Koghisia
- Metanigrus
- Nisia
- Suva

- Anorhinosia
- Eponisiella
- Insulisia
- Kotonisia
- Muirsina
- Phaconeura
- Suvanisia